# Chvalkovice (Hradec Králové)
Chvalkovice é uma comuna checa localizada na região de Hradec Králové, distrito de Náchod‎.